# Liam Garrigan
Liam Garrigan (Kingston upon Hull, Yorkshire del Este; 17 de octubre de 1981) es un actor inglés, más conocido por haber interpretado a Nic Yorke en Holby City y a Liam Baxter en Strike Back: Vengeance y en Strike Back: Shadow Warfare y como el Rey Arturo en once upon a time y en Transformers: el último caballero .

## Biografía
Es hijo de Brian y Liz Garrigan, tiene dos hermanas menores Lauren y Lesley Garrigan.

## Carrera
En 2003 apareció como personaje recurrente en la quinta temporada de la serie médica Holby City, donde interpretó al enfermero Nic Yorke hasta la sexta temporada. En 2005 interpretó por primera vez al corporal Edward "Ed" Dwyer en la serie Ultimate Force. Ese mismo año apareció como invitado en la serie Silent Witness, donde interpretó a Nathan Archer; en 2014 interpretó al doctor Christy Nash en los episodios "Fraternity: Part 1 & 2". En 2006 apareció en la serie The Chase, donde interpretó a Matt Lowe. En 2008 se unió al elenco de la primera temporada de la serie irlandesa Raw, donde interpretó al chef Bobby Breen hasta la tercera temporada en 2011.
En 2010 se unió al elenco de la minsierie The Pillars of the Earth, donde dio vida a Alfred Builder. En 2011 se unió al elenco de la segunda temporada de la serie Land Girls, donde interpretó al reverendo Henry Jameson, solo por la segunda temporada, en la tercera fue reemplazado por otro actor. En 2012 se unió al elenco de la serie Strike Back: Vengeance, donde interpretó al sargento Liam Baxter. En 2013 se unió al elenco de la serie Strike Back: Shadow Warfare, donde volvió a interpretar al sargento Liam Baxter; la serie es la cuarta entrega de la serie "Strike Back". En 2014 apareció en la película Hercules 3D, donde interpretará a Ificles. Ese mismo año se unió al elenco recurrente de la octava temporada de la popular serie norteamericana 24: Live Another Day, donde interpretó al criminal Ian Al-Harazi. A principios de julio de 2015 se anunció que Liam se uniría al elenco recurrente de la quinta temporada de la popular serie Once Upon a Time, donde dará vida al Rey Arturo. El 17 de noviembre de 2016, se anunció que Liam se había unido al elenco recurrente de la serie The Terror, donde dará vida a uno de los miembros a bordo del "HMS Terror".

## Filmografía[7]

### Series de televisión
| Año           | Serie                       | Personaje        | Notas                                 |
| ------------- | --------------------------- | ---------------- | ------------------------------------- |
| 2016-presente | The Terror                  | -                | -                                     |
| 2015-presente | Spotless                    | Victor Clay      | 10 episodios                          |
| 2015          | Once Upon a Time            | Rey Arturo       | 10 episodios - (personaje recurrente) |
| 2014          | 24: Live Another Day        | Ian Al-Harazi    | 7 episodios                           |
| 2014          | Endeavour                   | Tony Frisco      | episodio "Trove"                      |
| 2013          | Strike Back: Shadow Warfare | Sgt. Liam Baxter | episodio # 4.1                        |
| 2012          | Strike Back: Vengeance      | Sgt. Liam Baxter | 10 episodios                          |
| 2011          | Land Girls                  | Henry Jameson    | 4 episodios                           |
| 2008-2011     | Raw                         | Bobby Breen      | 16 episodios                          |
| 2010          | The Pillars of the Earth    | Alfred Builder   | 8 episodios                           |
| 2009          | Blue Murder                 | Billy Radfield   | episodio "This Charming Man"          |
| 2006-2007     | The Chase                   | Matt Lowe        | 20 episodios                          |
| 2005-2006     | Ultimate Force              | Ed Dwyer         | 5 episodios                           |
| 2005          | Totally Frank               | DJ Dan           | episodio "Bad Girl"                   |
| 2005          | Silent Witness              | Nathan Archer    | 2 episodios                           |
| 2004          | Doctors                     | Scott Renshaw    | episodio "Gap Year"                   |
| 2004          | The Afternoon Play          | Ben Rose         | episodio "Sons, Daughters and Lovers" |
| 2003          | Holby City                  | Nic Yorke        | 25 episodios                          |

### Películas
| Año  | Título                                          | Personaje            | Notas                                                                                      |
| ---- | ----------------------------------------------- | -------------------- | ------------------------------------------------------------------------------------------ |
| 2017 | Transformers: el último caballero               | Rey Arturo           |                                                                                            |
| 2014 | The Legend of Hercules                          | Iphicles             | junto a Kellan Lutz, Scott Adkins, Liam McIntyre, Rade Serbedzija & Johnathon Schaech      |
| 2011 | The Night Watch                                 | Reggie Nigri         | junto a JJ Feild, Claire Foy, Kenneth Cranham, Richard Cambridge & Claudie Blakley         |
| 2010 | Inn Mates                                       | Pete                 | junto a Neil Morrissey, Joe Tracini, Rachel Rae, Jonathan Dixon & Charlene McKenna         |
| 2010 | New Blood                                       | Steve                | junto a Mike Holdsworth, Rick Carter, Kashif Arshad & Richard Hollingworth                 |
| 2009 | Agatha Christie Marple: They Do It with Mirrors | Stephen Restarick    | junto a Julia McKenzie, Elliot Cowan, Joan Collins, Penelope Wilton, Brian Cox & Tom Payne |
| 2008 | He Kills Coppers                                | Jonathan "Jon" Young | junto a Mel Raido, Rafe Spall, Steven Robertson, Tim Woodward & Kelly Reilly               |
| 2008 | Small Dark Places                               | Simon Howell         | junto a Caroline Blakiston, Tom Brooke, Joanna Christie & Zoë Tapper                       |

### Teatro
| Año  | Obra              | Personaje | Director (a)   | Teatro                   | Notas                                                                           |
| ---- | ----------------- | --------- | -------------- | ------------------------ | ------------------------------------------------------------------------------- |
| 2012 | Hero              | Danny     | Jeremy Herrin  | Royal Court Theatre      | junto a Daniel Mays, Tim Steed & Susannah Wise                                  |
| 2011 | Moonlight         | Fred      | Bijan Sheibani | Donmar Warehouse Theatre | junto a David Bradley, Deborah Findlay, Daniel Mays, Carol Royle & Paul Shelley |
| 2005 | Otherwise Engaged | Dave      | Simon Curtis   | Criterion Theatre        | junto a Richard E. Grant, Anthony Head, David Bamber, Amanda Drew & Peter Wight |
| 2005 | The Anniversary   | Tom       | Denis Lawson   | Garrick Theatre          | junto a Sheila Hancock & Madeleine Worrall                                      |
| 2004 | Honeymoon Suite   | Eddie     | Paul Miller    | Royal Court Theatre      | junto a John Alderton, Sara Beharrell, Caroline O’Neill & Jeremy Swift          |